# Brachycephalus dacnis
Brachycephalus dacnis (лат.) — мелкий вид лягушек рода Brachycephalus из семейства Короткоголовы. Эндемик Бразилии. Этот новый вид отличается от своих сородичей сочетанием морфологических, биоакустических и генетических данных. Несмотря на то, что этот вид относится к самым маленьким лягушкам в мире (второй по размеру вид амфибий и всех позвоночных в мире), он демонстрирует скелетные черты, характерные для более крупных лягушек, например, наличие черепных костей, которые у других миниатюрных лягушек, включая других Brachycephalus, утрачены или сросшиеся.

## Этимология
Видовое название «dacnis» дано в честь частного заповедника Projeto Dacnis и неправительственной организации, которая с 2010 года поддерживает исследования биоразнообразия в муниципалитетах Сан-Жозе-дус-Кампус, Миракату и Убатуба (где был обнаружен новый вид), штат Сан-Паулу, Бразилия.

## Описание
Одни из самых мелких в мире видов лягушек. Длина составляет 6,95—9,90 мм. Размер одной из взрослых особей составил 6,95 мм, что на данный момент является вторым самым маленьким взрослым позвоночным, когда-либо описанным, только немного больше, чем у Brachycephalus pulex (чья длина 6,5—8,9 мм). Новый вид отнесен к роду Brachycephalus из-за миниатюрных размеров тела, меньшего количества фаланг и пальцев, чем у типичной лягушки; пальцы не расширенные, а апикально заостренные; пальцы без окружных борозд. Новый вид можно отличить от его сородичей по следующей комбинации признаков: (1) «лептодактилическая» форма тела; (2) длина тела взрослой особи (SVL) менее 1 см; (3) четкие и функциональные пальцы II и V; (4) наличие рудиментарных пальцев I и IV; (5) четкая радужка; (6) отсутствие темных отметин на коже над грудной областью; (7) темное черное или бледно-коричневое брюшко с небольшими белыми пятнами у сохранившихся экземпляров; (8) и призывной звук, состоящий из одной или двух многоимпульсных (3—7 импульсов) нот с доминирующей частотой между 8,01 и 8,44 кГц, длительностью от 0,03 до 0,08 с (в одиночку), до 0,41 с (в паре), и отсутствием затухающих нот.
Общая окраска спинной поверхности тела желтовато-коричневая. Темно-коричневая полоса проходит латерально от кончика морды до боков. Дорсальные поверхности ног прерываются темно-коричневыми полосами. Имеется х-образная или дорсальная метка. Боковая поверхность тела темно-коричневая; область над верхней челюстью темно-коричневая с отчетливыми белыми пятнами. Вентральная поверхность тела коричневая с небольшими белыми пятнами. Вентральная поверхность ног темно-коричневая с белыми пятнами над каждой фалангой пальцев рук и ног. Зрачок черный, а радужная оболочка бронзовая. Окраска и орнамент у этого вида значительно различаются у разных особей. У одних лягушек спинная окраска напоминает листья, у других — камни. Исследователи не наблюдали значительных различий в брюшном рисунке особей.

## Экология
Вид Brachycephalus dacnis занимает участки с густой растительностью, высоким пологом, уменьшенным количеством солнечного света, толстым слоем подстилки и влажной почвой. Эти участки расположены между небольшими холмами, образующими долину. Листовая подстилка вдоль склонов лежит небольшими скоплениями у основания деревьев и ползучих растений. В этих местах поблизости протекает небольшой ручей с грунтом, состоящим из камней и песка. Интенсивность потока воды меняется в зависимости от осадков и может размочить прилегающую почву. Новый вид также встречается на территории, характеризующейся более разреженной растительностью, в основном кустарниками, с большим количеством солнечных лучей, толстым слоем подстилки и, соответственно, меньшей влажностью. В этих местах обнаружение лягушек затруднено из-за их небольшого размера, скрытных окраски и поведения, заключающегося в прекращении призыва при любом нарушении среды обитания. Лягушек находили либо между корнями пальмы ючара (Euterpes edulis), либо под гнилыми стволами. В этих местах B. dacnis был синтопичен с сестринским сходныи видом Brachycephalus hermogenesi. При приближении к ним некоторые особи иногда открывали рот. Биологи также наблюдали особь Brachycephalus cf. dacnis размером 0,7 мм, прыгавшую на 21,8 см (в 31 раз больше длины тела).

## Распространение
Бразилия: штаты Сан-Паулу и Рио-де-Жанейро. Brachycephalus dacnis известен из типового местонахождения, расположенного в частном заповеднике Projeto Dacnis в муниципалитете Убатубе, и двух дополнительных мест, основанных на акустических записях, ранее опубликованных (Bornschein et al. 2021): Корковадо, муниципалитет Убатуба, и Трилья-ду-Кориско, муниципалитет Парати, штат Рио-де-Жанейро.